# Miguel Tanton
Miguel Javier Tanton (Santa Clara, 5 luglio 1989) è un ex calciatore statunitense naturalizzato filippino, di ruolo centrocampista.

## Caratteristiche tecniche
È un mediano.

## Carriera

### Nazionale
Ha esordito con la Nazionale filippina il 29 marzo 2016 disputando l'incontro di qualificazione per i Mondiali 2018 vinto 3-2 contro la Corea del Nord.
È stato incluso nell'elenco dei convocati per la Coppa d'Asia 2019.

## Statistiche
Statistiche aggiornate al 30 Dicembre 2018.

### Cronologia presenze e reti in nazionale
| Cronologia completa delle presenze e delle reti in nazionale ― Filippine | Cronologia completa delle presenze e delle reti in nazionale ― Filippine | Cronologia completa delle presenze e delle reti in nazionale ― Filippine | Cronologia completa delle presenze e delle reti in nazionale ― Filippine | Cronologia completa delle presenze e delle reti in nazionale ― Filippine | Cronologia completa delle presenze e delle reti in nazionale ― Filippine | Cronologia completa delle presenze e delle reti in nazionale ― Filippine | Cronologia completa delle presenze e delle reti in nazionale ― Filippine |
| Data                                                                     | Città                                                                    | In casa                                                                  | Risultato                                                                | Ospiti                                                                   | Competizione                                                             | Reti                                                                     | Note                                                                     |
| ------------------------------------------------------------------------ | ------------------------------------------------------------------------ | ------------------------------------------------------------------------ | ------------------------------------------------------------------------ | ------------------------------------------------------------------------ | ------------------------------------------------------------------------ | ------------------------------------------------------------------------ | ------------------------------------------------------------------------ |
| 29-3-2016                                                                | Manila                                                                   | Filippine                                                                | 1 – 1                                                                    | Corea del Nord                                                           | Qual. Mondiali 2018                                                      | -                                                                        |                                                                          |
| Totale                                                                   |                                                                          | Presenze                                                                 | 1                                                                        |                                                                          | Reti                                                                     | 0                                                                        |                                                                          |